# Adaptive Transform Acoustic Coding
Adaptive Transform Acoustic Coding (ATRAC) er en familie af proprietære lydkomprimeringsalgoritmer udviklet af Sony. MiniDisc var det første kommercielle produkt til at understøtte ATRAC i 1992. ATRAC tillod at en relativt lille disk som MiniDisc kunne have den samme spilletid som en cd, mens den opbevarede lydinformation med minimalt tab i acceptabel kvalitet. I dag bruges ATRAC i mange Sony-lydafspillere. Forbedringer til kodningen i form af ATRAC3, ATRAC3plus og ATRAC Advanced Lossless fulgte i henholdsvis 1999, 2002 og 2006.
Andre MiniDisc-fabrikanter såsom Sharp og Panasonic implementerede også deres egne versioner af ATRAC-kodningen. Hybrid-komprimeringsform uden kvalitetstab ("lossless") blev tilføjet til ATRAC-familien i 2006.
Patentrettigheder i USA og andre lande benyttes med licens fra Dolby Laboratories.

## Fodnoter
1. ↑  "Sony ditching proprietary audio format, Connect music store – SiliconValley.com". Arkiveret fra originalen 2. september 2007. Hentet 19. december 2009.